# Squaw Township (comté de Warren, Iowa)
Squaw Township est un township du comté de Warren en Iowa, aux États-Unis,.
Il est nommé en référence aux Squaws, c'est-à-dire les femmes amérindiennes, nombreuses sur le territoire du township.

## Source de la traduction
- (en) Cet article est partiellement ou en totalité issu de l’article de Wikipédia en anglais intitulé « Squaw Township, Warren County, Iowa » (voir la liste des auteurs).